# Синаваиана-Габбард, Кэролайн
Кэролайн Синаваиана-Габбард (англ. Caroline Sinavaiana-Gabbard, род. 1946) — учёный, писательница, поэтесса и защитница окружающей среды в Американском Самоа. Она была первой самоанкой, ставшей профессором в Соединённых Штатах. Она сестра американского политика Майка Габбарда и тётя американского политика Талси Габбард.
Синаваиана-Габбард родилась в деревне Утулей, Тутуила, Американское Самоа, и получила образование в Сономском университете, Калифорнийском университете в Беркли и Гавайском университете. Её докторская диссертация была посвящена теме «Традиционный комический театр Самоа: голографический взгляд». Она преподавала творческое письмо в Гавайском университете почти двадцать лет и в настоящее время является адъюнкт-профессором тихоокеанской литературы в Гавайском университете в Маноа. В 2002 году она опубликовала свой сборник стихов «Алхимии расстояния».
В августе 2020 года USA Today включила её в список влиятельных женщин с территорий США.